# 하르츠부르크 전선

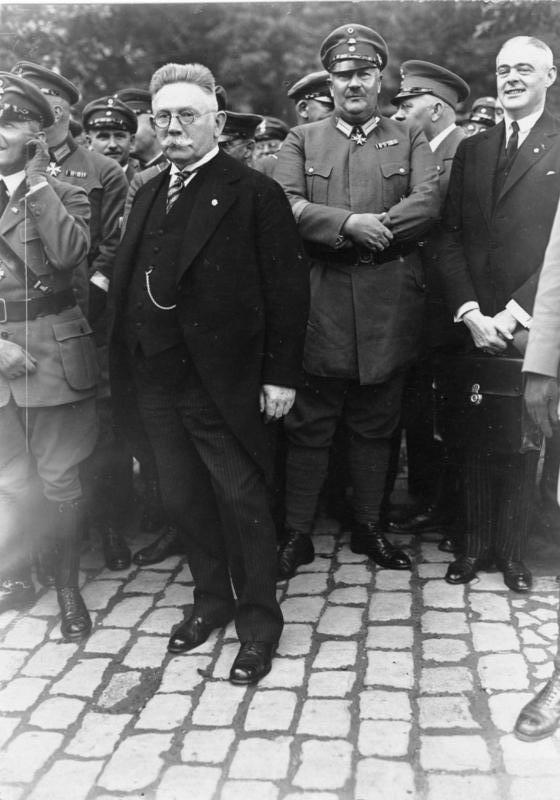
1931년 10월 10일, 알프레트 후겐베르크와 프로이센 왕자 아이텔 프리드리히.

하르츠부르크 전선(독일어: Harzburger Front)는 바이마르 공화국의 단명한 우익 정치연정체이다. 1931년 중앙당 소속의 당시 국가수상 하인리히 브뤼닝에 맞서는 우익 연합전선을 만들기 위해 형성되었다. 연정에 참여한 세력으로는 언론재벌 알프레트 후겐베르크의 독일 국가인민당(DNVP), 아돌프 히틀러의 국가사회주의 독일 노동자당(NSDAP, 나치), 재향군인 준군사조직 전선병사동맹 철모단, 농본주의 정당 농업동맹, 초국민주의 단체 범게르만 동맹 등이 있었다.
1933년 1월 30일 히틀러가 권력을 장악(마흐터그라이풍)하자 2월 11일 나치를 제외한 다른 단체들은 새로이 흑백적 투쟁전선(Kampffront Schwarz-Weiß-Rot)을 조직했다. 그러나 이들 복고주의적 우익단체들은 나치의 글라이히샬퉁 과정에서 모두 해산당하였다.